# Jorunna artsdatabankia
Jorunna artsdatabankia — вид голозябрових молюсків родини Discodorididae. Описаний у 2021 році.

## Поширення
Вид поширений на північному сході Атлантичного океану. Описаний зі зразків, що зібрані біля узбережжя Крістіансунна та Фреї (Норвегія) та на плато у Північному морі. Трапляється на глибині від 27 до 350 метрів.

## Назва
Назва виду artsdatabankia була обрана, щоб відзначити роботу Норвезького інформаційного центру біорізноманіття (Artsdatabanken) за їхнь інструментальну роль у просуванні та підтримці досліджень біорізноманіття в Норвегії.

## Опис
Молюск завдовжки до 5 см. Має білий або жовтий колір фону, який супроводжується невеликими коричневими плямами, нерівномірно розміщеними на поверхні тіла.